# Filipiny na Mistrzostwach Świata w Lekkoatletyce 2013
Filipiny na Mistrzostwach Świata w Lekkoatletyce 2013 – reprezentacja Filipin podczas mistrzostw świata w Moskwie liczyła 1 zawodnika, który nie zdobył medalu.

## Występy reprezentantów Filipin
| Konkurencja                         | Zawodnik  | Eliminacje | Eliminacje | Półfinał | Półfinał | Finał    | Finał   |
| Konkurencja                         | Zawodnik  | Rezultat   | Pozycja    | Rezultat | Pozycja  | Rezultat | Pozycja |
| ----------------------------------- | --------- | ---------- | ---------- | -------- | -------- | -------- | ------- |
| Bieg na 400 m przez płotki mężczyzn | Eric Cray | 52,45      | 34.        | NQ       | NQ       | NQ       | NQ      |